# ترانا (فطر)
الترانا (الاسم العلمي: Terana) هو جنس من الفطريات يتبع الفصيلة الظاهرية الهلب من رتبة متعددات الأبواغ.